# Synchro-Ciné

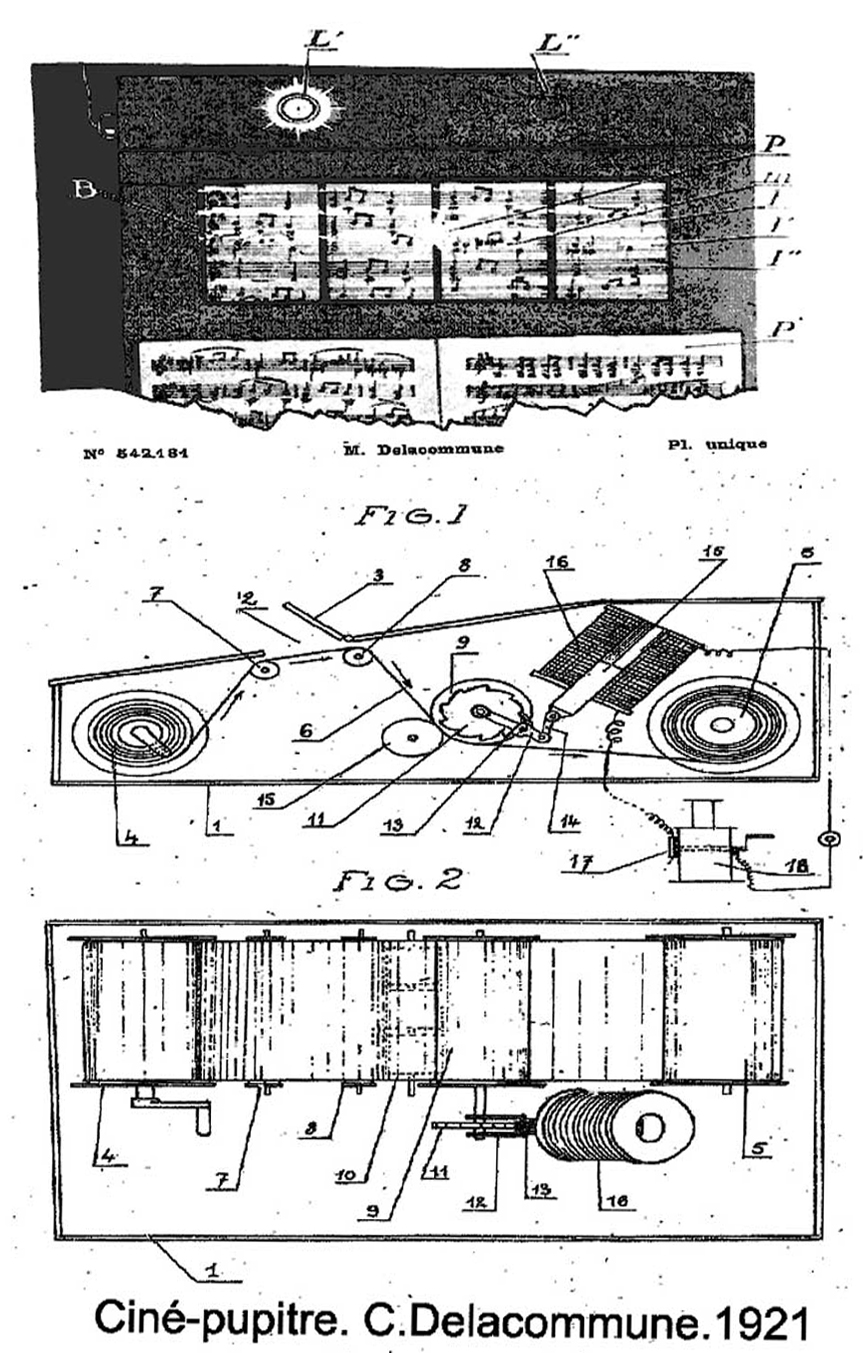
Le pupitre de lecture Delacommune et son résultat visuel.

Le Synchro-Ciné est un dispositif pionnier inventé en 1921 par le Français Charles Delacommune (en) avec l'objectif de synchroniser la projection d'un film avec les sons correspondants. 

## Description

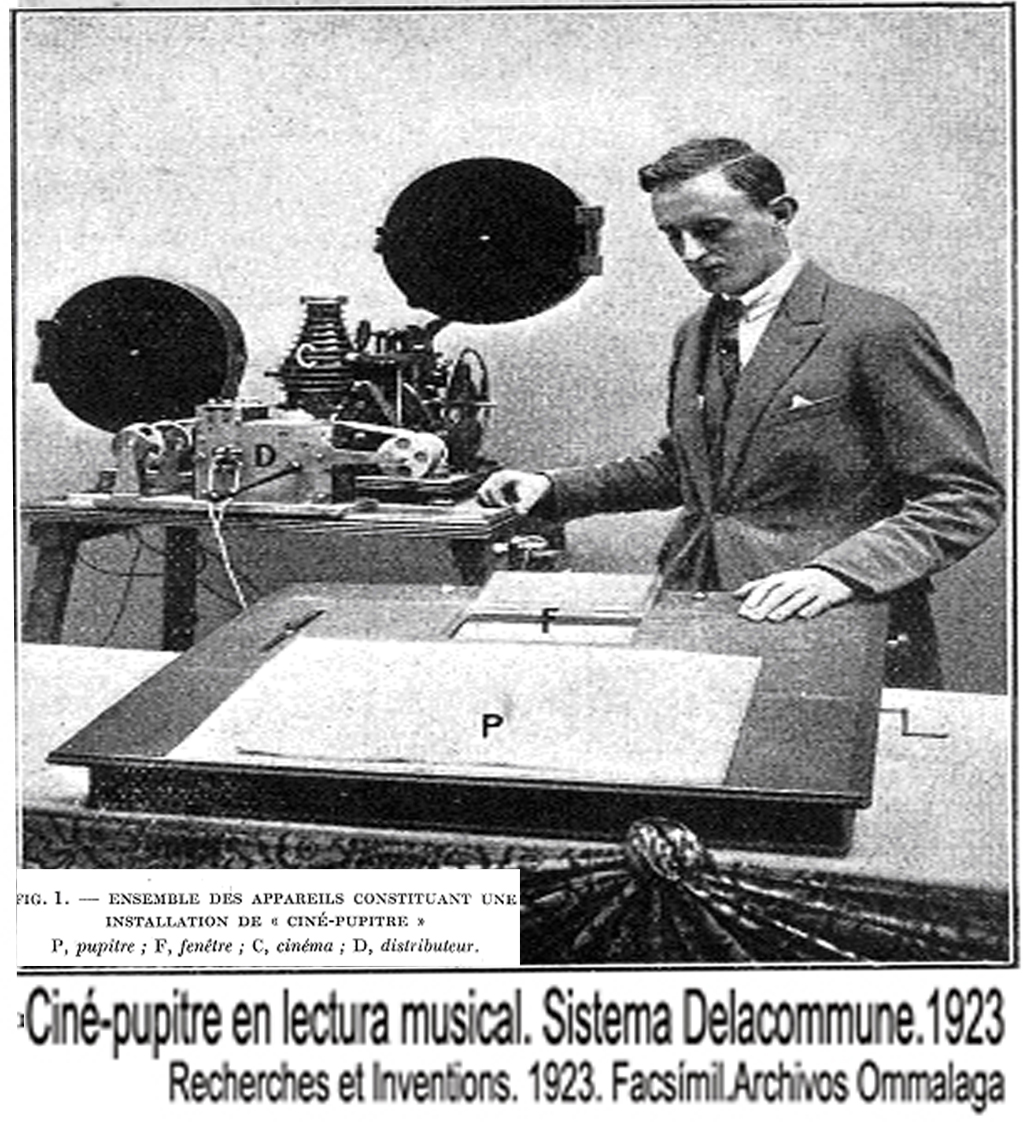
Dispositif Synchro-Ciné et Charles Delacommune, l'inventeur.

Les sons à synchroniser pouvaient être les mots d'un narrateur, la lecture d'un score par un directeur d'orchestre (ou par un musicien soliste), ou des bruits d'effets environnementaux. Ils étaient toujours synchronisés par des procédés mécaniques, et avec de la musique jouée en direct par des interprètes dans la salle même (le cinéma sonore n'arrive qu'une décennie plus tard). Ce dispositif fut connu aussi sous le nom de Ciné-pupitre dans certaines nations hispanophones.
Cependant, dans un sens plus large, trois choses différentes ont été désignées par ce nom :
1. Dans premier lieu, le pupitre de lecture synchronisée original, de 1921, c'est-à-dire un appareil isolé pour lire textes ou musique, pour un seul utilisateur (bien que celui-ci puisse être un chef d'orchestre qui, depuis sa lecture, dirige tout le personnel) ajusté par un moteur en synchronisation avec les images projetées des films.
2. Peu après, en 1922-1923, le synchro-ciné commence déjà à se convertir en un système complet de synchronisation, dans lequel le pupitre de lecture n’est plus qu’un des nombreux éléments autour d'un autre dispositif central, la bande de contrôle, qui peut déclencher automatiquement divers dispositifs bruiteurs (Ciné-bruiteurs) ou fabricants de bruits (aussi incorporés au système), allumer des pianolas, des gramophones et divers pupitres, jusqu'à un maximum de 9 dispositifs, puis 12 (1930).  La preuve du changement d'orientation des machines et des objectifs finaux est le fait que, bien que les pupitres de lecture continuent de faire partie du système, il était déjà parfaitement possible réaliser une performance sans en utiliser du tout (en utilisant uniquement le distributeur central, et les appareils bruiteurs reliés). Ils font aussi partie du système contenant les diverses procédures et méthodes enregistrées pour améliorer et faciliter l'usage de sa procédure.
3. Postérieurement, ce fut le nom d'une compagnie de production et distribution des films réalisés avec ledit dispositif, et dirigée par Delacommune[2]. Ces films comprenaient entre autres, ElDorado, de L'Herbier; la Danse Macabre, de Dudley Murphy ou le Ballet mécanique, de Fernand Léger[3].

Avec une trajectoire basée sur les documentaires, cette compagnie de production a eu un moment de succès au début du cinéma sonore, puisque ladite procédure et le dispositif se sont révélés très appropriés pour la synchronisation des voix en doublage (le système dénommé de bande rythmographique, était encore utilisé jusqu'à très peu de temps par les professionnels de la spécialité). 
Cependant, cette compagnie finit par tomber en ruine et Delacommune même fut l’objet d'une campagne spéciale d'aide par ses collègues inventeurs pour sa simple subsistance .

## La première table de mélanges audiovisuels

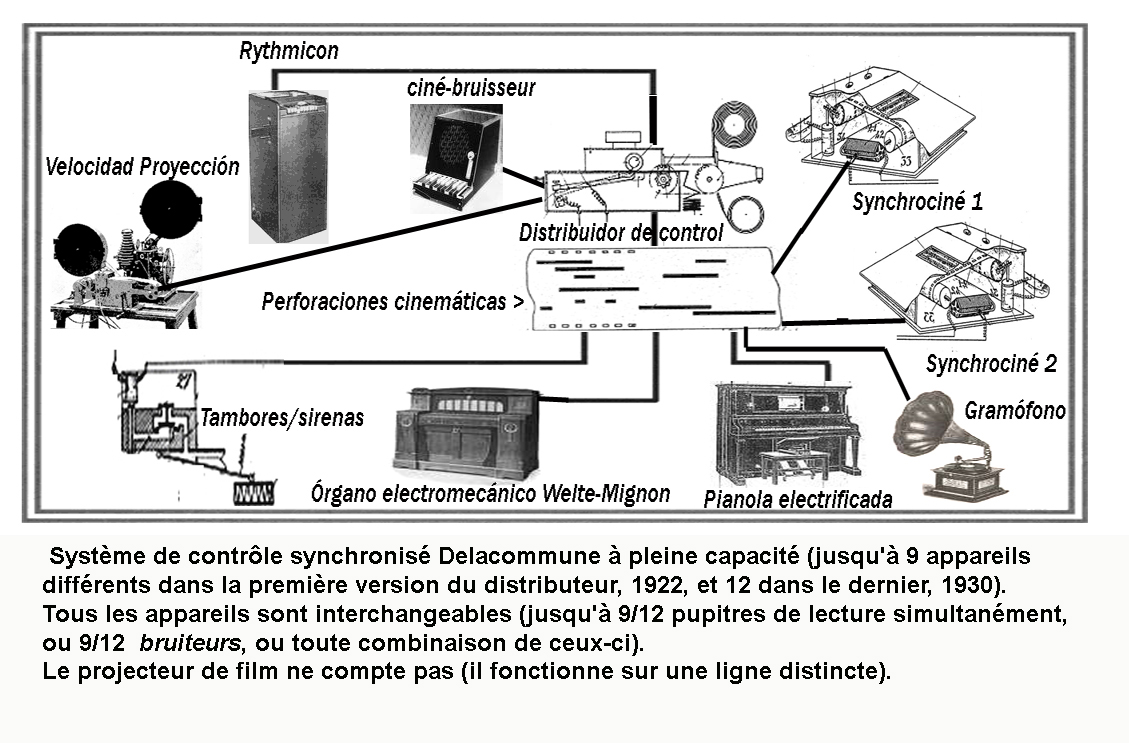
Dispositif Synchro-Ciné : potentialités

Le dispositif original de 1921 consistait en un pupitre de lecture configuré avec une ouverture devant laquelle se déroulait, synchronisée avec la projection, une bande de papier porte-texte qui avançait devant le lecteur, par petites saccades, et sur laquelle était inscrit l'accompagnement oral (ou musical) du film.
Chaque ligne correspondait au temps de projection d'un nombre de photogrammes déterminé et restait dans le centre de la référence pendant la projection de ces photogrammes. C'est-à-dire, la référence fixe permettait alors au lecteur de savoir à chaque instant la phrase du texte à dire correspondant à la projection, ou au chef d'orchestre de lire le fragment musical approprié.
Une fois préparée la bande, les divers dés-ajustements habituels à l'époque dus à des multiples causes (problème de courant électrique, problèmes mécaniques, etc.) pouvaient être résolus, à la volée, par deux moyens : ou bien en ajustant la vitesse de la bande (sur le pupitre ou le distributeur) ou bien, par un mécanisme que le chef d'orchestre plaçait dans sa main, varier légèrement la vitesse des images.
Mais ce système permettait aussi de travailler d'une autre façon : en envoyant directement, depuis sa bande de papier de contrôle, des ordres aux diverses notes d'une pianola, ou en allumant des effets sonores et appareils de bruits préalablement préparés à cet effet.
C'est cette possibilité d'ajustage automatique (une fois enregistrée la bande adéquatement) qui en fit un prédécesseur mécanique aux actuelles tables de mixage audiovisuelles et aux systèmes MIDI de contrôle digital d'instruments musicaux.
Ce système n'a pas été l'unique dispositif parmi les pupitres de synchronisation ou de lecture synchronisée de l'époque, une avancée que l'industrie du cinéma du moment recherchait avec intérêt, puisqu'elle offrait des films avec une musique en direct, avec de grands orchestres symphoniques dans les salles de premier niveau (Palais-Cinéma) ou Théâtre-Cinéma.
Delacommune déclare dans les revues de l'époque : « On comprend immédiatement l'intérêt qui présente un tel appareil. D'une fabrication peu coûteuse, avec un fonctionnement sûr, son emploi est très indiqué en tous les lieux où les mots doivent accompagner une projection. On peut prévoir les heureuses conséquences dans l'enseignement, dans les conférences filmées, et dans les innovations (théâtre-filmé; roman-cinéma parlée, et cetera) ».
Peu après, l'industrie allemande créa le Musikchronometer de Carl Blum, un dispositif analogue, bien qu'utilisant un mécanisme différent. Il fut employé avec satisfaction par les participants (parmi eux, Hindemith) dans les rencontres de Musique de Darmstad à partir de 1927.